# The Billboard
The Billboard (denumirea în engleză  pentru Panoul publicitar) este un monolit masiv de granit din Ținutul Marie Byrd din Antarctida Apuseană. Se ridică cu o înălțime a flancului de 300 m în masivul Ford Ranges, imediat la vest de Muntele Rea, între ghețarii Arthur și Boyd.

## Istoric
A fost descoperit în noiembrie 1934 de o echipă de sanie condusă de geograful american Paul Siple în timpul celei de-a doua expediții în Antarctica (1933–1935) a exploratorului polar american Richard Evelyn Byrd. Și-a primit numele descriptiv pe baza aspectului său.

## Geologie
The Billboard este compus din granit cretacic Byrd Coast. Este acoperit de o suprafață de eroziune care atinge o altitudine de 793 de metri, care este la aproximativ 700 de metri deasupra ghețarului de evacuare de dedesubt. Suprafața nu are caracteristici de eroziune glaciară. Dar cu toate acestea blocurile eratice găsite la suprafață oferă dovezi ale depășirii a gheții reci din ghețar. Caracteristicile intemperiilor prelungite ale suprafeței într-un mediu mediu subaerian sunt straturile și gropile de intemperii.